# 13e cérémonie des British Academy Film Awards
Pour la cérémonie des BAFTAs récompensant la télévision, voir la 7e cérémonie des British Academy Television Awards.
La 13e cérémonie des British Academy Film Awards, organisée par la British Academy of Film and Television Arts, s'est déroulée en 1960 et a récompensé les films sortis en 1959.

## Palmarès

### Meilleur film - toutes provenances
- Ben-Hur
  - Les Grands Espaces (The Big Country)
  - Certains l'aiment chaud (Some Like It Hot)
  - Autopsie d'un meurtre (Anatomy of a Murder)
  - Le Visage (Ansiktet)
  - Le Génie du mal (Compulsion)
  - Gigi
  - Les Corps sauvages (Look Back in Anger)
  - Maigret tend un piège
  - Aux frontières des Indes (North West Frontier)
  - Au risque de se perdre (The Nun's Story) 
  - Cendres et Diamant (Popiół i diament)
  - Opération Scotland Yard (Sapphire)
  - Les Yeux du témoin (Tiger Bay)
  - Section d'assaut sur le Sittang (Yesterday's Enemy)

### Meilleur film britannique
- Opération Scotland Yard (Sapphire)
  - Les Corps sauvages (Look Back in Anger)
  - Aux frontières des Indes (North West Frontier)
  - Les Yeux du témoin (Tiger Bay)
  - Section d'assaut sur le Sittang (Yesterday's Enemy)

### Meilleur acteur
- Meilleur acteur britannique :
  - Peter Sellers pour le rôle de Fred Kite dans Après moi le déluge (I'm All Right Jack)
    - Laurence Olivier pour le rôle du Général John Burgoyne dans Au fil de l'épée (The Devil's Disciple)
    - Richard Burton pour le rôle de Jimmy Porter dans Les Corps sauvages (Look Back in Anger)
    - Laurence Harvey pour le rôle de Johnny Jackson dans Expresso Bongo
    - Peter Finch pour le rôle du Dr Fortunati dans Au risque de se perdre (The Nun's Story)
    - Stanley Baker pour le rôle du Capitaine Langford dans Section d'assaut sur le Sittang (Yesterday's Enemy)
    - Gordon Jackson pour le rôle du Sergent MacKenzie dans Section d'assaut sur le Sittang (Yesterday's Enemy)

- Meilleur acteur étranger :
  - Jack Lemmon pour le rôle de Jerry / Daphné dans Certains l'aiment chaud (Some Like It Hot)
    - James Stewart pour le rôle de Paul Biegler dans Autopsie d'un meurtre (Anatomy of a Murder)
    - Jean Gabin pour le rôle du Commissaire Maigret dans Maigret tend un piège
    - Takashi Shimura pour le rôle de Kanji Watanabe dans Vivre (Ikiru)
    - Jean Desailly pour le rôle de Marcel Maurin dans Maigret tend un piège
    - Zbigniew Cybulski pour le rôle de Maciek Chelmicki dans Cendres et Diamant (Popiól i diament)

### Meilleure actrice
- Meilleure actrice britannique :
  - Audrey Hepburn pour le rôle de Gabrielle Van der Mal / Sœur Luc dans Au risque de se perdre (The Nun's Story)
    - Kay Walsh pour le rôle de Coker dans De la bouche du cheval (The Horse's Mouth)
    - Sylvia Syms pour le rôle d'Hetty dans No Trees in the Street
    - Peggy Ashcroft pour le rôle de Mère Mathilde dans Au risque de se perdre (The Nun's Story)
    - Yvonne Mitchell pour le rôle de Mildred dans Opération Scotland Yard (Sapphire)

- Meilleure actrice étrangère :
  - Shirley MacLaine pour le rôle de Meg Wheeler dans Une fille très avertie (Ask Any Girl)
    - Ava Gardner pour le rôle de Moira Davidson dans Le Dernier Rivage (On the Beach)
    - Rosalind Russell pour le rôle de Mame Dennis dans Ma tante (Auntie Mame)
    - Susan Hayward pour le rôle de Barbara Graham dans Je veux vivre ! (I Want to Live!)
    - Ellie Lambeti pour le rôle d'Hloi Pella dans To Telefteo psemma

### Meilleur scénario britannique
- Après moi le déluge (I'm All Right Jack) – Frank Harvey, John Boulting et Alan Hackney
  - L'Enquête de l'inspecteur Morgan (Blind Date) – Ben Barzman et Millard Lampell
  - Expresso Bongo – Wolf Mankowitz
  - Les Corps sauvages (Look Back in Anger) – Nigel Kneale
  - No Trees in the Street – Ted Willis
  - Aux frontières des Indes (North West Frontier) – Robin Estridge
  - Opération Scotland Yard (Sapphire) – Janet Green
  - De la bouche du cheval (The Horse's Mouth) – Alec Guinness
  - Les Yeux du témoin (Tiger Bay) – John Hawkesworth et Shelley Smith

### Meilleur film d'animation
- The Violinist – Ernest Pintoff
  - Beep Peep
  - Dom – Walerian Borowczyk et Jan Lenica
  - Short and Suite – Norman McLaren et Evelyn Lambart

### Meilleur film documentaire
Flaherty Documentary Award.
- The Savage Eye (en) – Joseph Strick, Sidney Meyers et Ben Maddow
  - This Is the BBC – Richard Cawston
  - We Are the Lambeth Boys – Karel Reisz
  - Le Désert de l'Arctique (White Wilderness) – James Algar

### Meilleur court-métrage
Nouvelle catégorie.
- Seven Cities of Antarctica
  - Rodin

### Meilleur film spécialisé
Nouvelle catégorie.
- This Is the BBC – Richard Cawston
  - Tribute to Fangio – Ronald H. Riley
  - Coupe des alpes: The Story of the 1958 Alpine Rally – John Armstrong
  - Hazard – Thomas Stobart
  - High Speed Flights: Part I, II et III – Peter De Normanville

### United Nations Awards
- Le Dernier Rivage (On the Beach)
  - Au risque de se perdre (The Nun's Story)

### Meilleur nouveau venu dans un rôle principal
Nouveau venu le plus prometteur au cinéma.
- Hayley Mills pour le rôle de Gillie dans Les Yeux du témoin (Tiger Bay)
  - Joseph N. Welch pour le rôle du juge Weaver dans Autopsie d'un meurtre (Anatomy of a Murder)
  - Liz Fraser pour le rôle de Cynthia Kite dans Après moi le déluge (I'm All Right Jack)
  - Gerry Duggan (en) pour le rôle de Pat Fulton dans L'Île des réprouvés (The Siege of Pinchgut)

## Récompenses et nominations multiples

### Nominations multiples
Films
5 : Au risque de se perdre
4 : Section d'assaut sur le Sittang, Les Corps sauvages, Opération Scotland Yard
3 : Autopsie d'un meurtre, Maigret tend un piège, Après moi le déluge, Aux frontières des Indes, Les Yeux du témoin
2 : Certains l'aiment chaud, Cendres et Diamant, Expresso Bongo, De la bouche du cheval, No Trees in the Street, This Is the BBC
Personnalité
2 : Richard Cawston

### Récompenses multiples
Film
2 / 3 : Après moi le déluge
Personnalité
Aucune

### Le perdant
1 / 5 : Au risque de se perdre